# Sanctuary (chanson de Nami Tamaki)
Pour les articles homonymes, voir Sanctuary.
Singles de Nami Tamaki
Result
(2006) Cross Season
(2007)
Sanctuary est le 12e single de Nami Tamaki sorti sous le label Sony Music Entertainment Japan le 7 juillet 2006 au Japon. Il atteint la 12e place du classement de l'Oricon, et reste classé pendant 5 semaines, pour un total de 18 970 exemplaires vendus.
Sanctuary a été utilisé comme premier thème d'ouverture de l'anime Kiba. Sanctuary se trouve sur la compilation Graduation ~Singles~, sur l'album Speciality et sur l'album remix Reproduct Best.

## Liste des titres
| 1. | Sanctuary                | mavie, ats-                 | ats-                          | 4:55 |
| 2. | Happiness                | Hiro Yamaguchi, Shin Furuya | Hiro Yamaguchi, Saitou Shinya | 4:19 |
| 3. | Double Story             | m-takeshi                   | m-takeshi, Tomo.              | 4:12 |
| 4. | Sanctuary (Instrumental) | mavie, ats-                 | ats-                          | 4:55 |